# 沱湖

沱湖是一个位于中国安徽省五河县的湖泊，面积约为45平方千米。
沱湖是皖北最大的水产品生产基地。沱湖螃蟹是中国地理标志产品。